# 2085 Henan
2085 Henan је астероид главног астероидног појаса чија средња удаљеност од Сунца износи 2,698 астрономских јединица (АЈ).
Апсолутна магнитуда астероида је 11,4.